# Giovanni no Shima
Giovanni no Shima (ジョバンニの島 Hòn đảo của Giovanni) là tên một phim anime phát hành năm 2014, đạo diễn bởi Nishikubo Mizuho, đồng sản xuất bởi hãng Production I.G và Japan Association of Music Enterprises (JAME).

## Cốt truyện
Giovanni no Shima là câu chuyện về hai anh em tên Junpei và Kanta sống trên đảo Shikotan. Sau chiến bại của Nhật Bản trong Thế chiến thứ hai, Shikotan bị xâm lược bởi quân đội Liên Xô. Mặc cho khác biệt ngôn ngữ, văn hoá và cảnh báo từ bạn bè, hai anh em đã gặp và kết bạn với 1 cô gái Nga trên đảo tên là Tanya. Người cha của hai anh em bị bắt nhốt và đày đến Siberia, còn toàn bộ dân Nhật trên đảo bị di dời. Vì thế, họ bắt đầu chuyến hành trình để tìm gặp lại cha mình.

## Diễn viên lồng tiếng
- Ichimura Masachika............... Senō Tatsuo
- Nakama Yukie............... Sawako
- Yanagihara Kanako............... Mitchan
- Santamaria Yūsuke............... Hideo
- Yokoyama Kōta............... Senō Junpei
- Taniai Junya............... Senō Kanta
- Ilyushenko Polina............... Tanya
- Kitajima Saburo............... Senō Genzō
- Inuzuka Hiroshi............... Thôn trưởng
- Yachigusa Kaoru............... Sawako (hiện tại)
- Nakadai Tatsuya............... Senō Junpei (hiện tại)

## Quá trình sản xuất
Nishikubo Mizuho (Miyamoto Musashi: Sōken ni Haseru Yume) viết nên bộ phim dựa trên kịch bản phim của Sugita Shigemichi (Từ miền đất bắc) và Sakurai Yoshiki (Ghost in the Shell: Stand Alone Complex, Blood+). Phim được thực hiện bởi Japan Association of Music Enterprises (JAME) nhằm kỷ niệm 50 năm ngày thành lập hiệp hội. Phim được phát hành ở Nhật từ 22 tháng 2, 2014 bởi Warner Entertainment Japan. Production I.G chịu trách nhiệm phát hành phim ra quốc tế. 

## Phát hành
1. 1 2  "Full Trailer for I.G's Hand-Drawn Anime Film Giovanni's Island Posted". Anime News Network. ngày 18 tháng 12 năm 2013.